# (34608) 2000 UW7
2000 UW7 (asteroide 34608) é um asteroide da cintura principal. Possui uma excentricidade de 0.07394950 e uma inclinação de 10.12898º.
Este asteroide foi descoberto no dia 24 de outubro de 2000 por LINEAR em Socorro.